# Hans Hansen (Sportfunktionär)

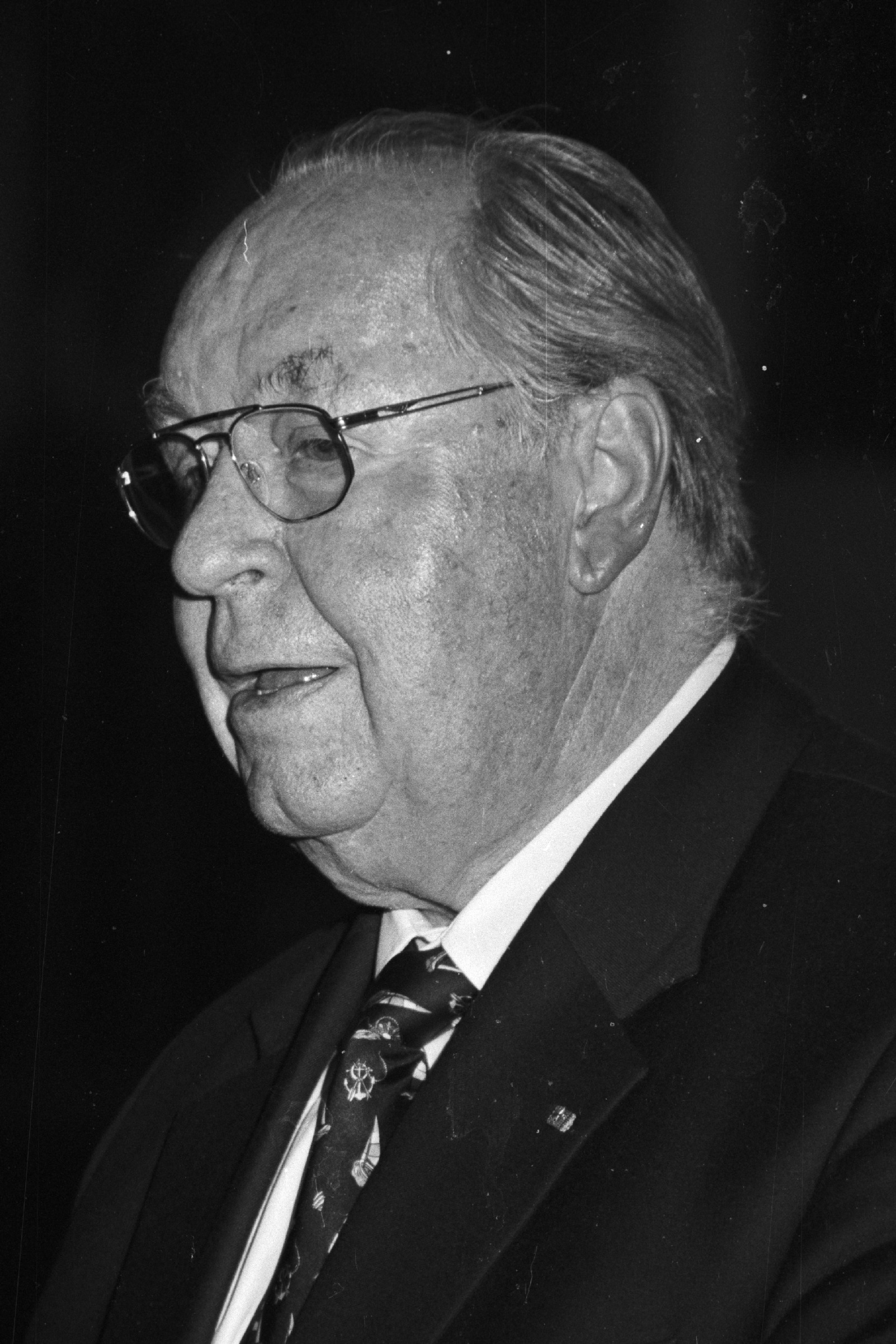
Hans Hansen beim „Deutschen Seglertag“ in Gunzenhausen (2001)

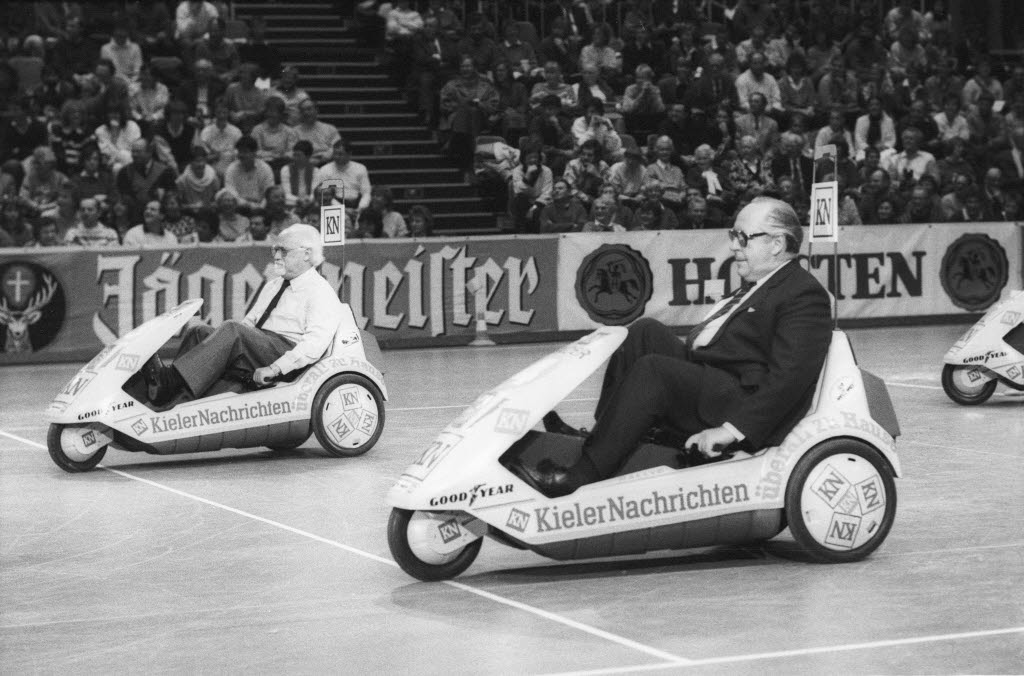
Präsident des Landessportverbandes Schleswig-Holstein Hans Hansen (vorn) und der Sportchef der Kieler Nachrichten Siegfried Brandt (hinten links) in einem Tretauto (1987)

Hans Hansen (* 13. Februar 1926 in Flensburg; † 12. Dezember 2007 ebenda) war acht Jahre der Präsident des Deutschen Sportbundes (DSB) und bis zu seinem Tod dessen Ehrenpräsident.

## Leben
Hans Hansen absolvierte 1943 die Mittlere Reife in Flensburg. 1944 wurde der 18-Jährige noch zur Wehrmacht eingezogen. Bereits in dieser Zeit war Hansen journalistisch tätig. Nach dem Krieg arbeitete er zunächst als Getreidekaufmann und war dann von 1957 bis 1963 als Sportredakteur beim Flensburger Tageblatt tätig. Von 1963 bis 1987 war Hansen Pressechef des Landtages in Schleswig-Holstein, von 1987 bis 1988 Regierungssprecher der Landesregierung Schleswig-Holsteins.
Er war seit 1971 verheiratet und lebte in Glücksburg. In seinen letzten Lebensjahren zog Hansen sich aus gesundheitlichen Gründen zunehmend aus der Öffentlichkeit zurück.

## Ämter im Sportbereich
1946 gehörte Hans Hansen zu den Mitbegründern des Kreissportbundes Flensburg, dessen Vorsitzender er ab 1958 war. Seit 1954 war Hansen Jugendwart im Fußballverband Schleswig-Holstein und von 1956 bis 1965 Mitglied im Vorstand der Sportjugend Schleswig-Holstein.
Nachdem Hans Hansen seit 1962 im Fachausschuss Öffentlichkeitsarbeit der Deutschen Sportjugend gewirkt hatte, begann mit der Wahl zum zweiten Vorsitzenden der DSJ 1964 Hansens Tätigkeit im bundesweiten Maßstab. Öffentlichkeitsarbeit und Jugendpolitik waren die Schwerpunkte seiner Arbeit. Unter anderem war er verantwortlich für das DSJ-Organ „Olympische Jugend“. 1968 wurde er in das Präsidium des Deutschen Sportbundes berufen. Im Jahr 1972 verließ Hans Hansen die Sportjugendführung und übernahm von 1974 bis 2001 die Präsidentschaft im Landessportverband Schleswig-Holstein und ist seither auch dessen Ehrenpräsident. Gleichzeitig war er ab 1974 als Vizepräsident des DSB tätig. Nachdem die Sowjetunion im Mai 1984 ihre Teilnahme an den Olympischen Sommerspielen in Los Angeles abgesagt hatte, sprach sich Hansen dafür aus, anstatt Olympischen Spielen künftig nur noch Weltmeisterschaften zu veranstalten. Kurz darauf legte er sein Amt als Pressesprecher der bundesdeutschen Delegation für Olympia 1984 nieder.
1986 wurde Hans Hansen als Nachfolger von Willi Weyer zum Präsidenten des DSB gewählt. In die Zeit seiner DSB-Präsidentschaft fiel die deutsche Wiedervereinigung. Mit Einfühlungsvermögen und Geschick organisierte er den Anschluss der fünf neuen Landessportbünde an den DSB und ging eher behutsam mit der Stasi- und Doping-Problematik um, was ihm von Kritikern als Schwäche angekreidet wurde. 1994 wurde Hansen im Amt des DSB-Präsidenten von Manfred von Richthofen abgelöst. Seit 1997 war der begeisterte Tennisspieler Ehrenpräsident des Verbandes und übernahm 1999 die Aufgabe eines Beauftragten für den Seniorensport im DSB.
Neben seinen Ämtern in den Sportdachverbänden war Hans Hansen im Vorstand des Deutschen Fußball-Bundes (1967–1986) aktiv und war Vorsitzender des Schleswig-Holsteinischen Fußballverbandes.
Im WM-Jahr 1974 war der Hobbysegler Sprecher der deutschen Fußballnationalmannschaft. Bei den Olympischen Spielen in Montreal 1976 und bei den Spielen in Seoul 1988 war Hansen Pressesprecher des Nationalen Olympischen Komitees.
Auch in zahlreichen Ehrenämtern hatte Hans Hansen für den Sport gewirkt. So war er seit 1988 Vorsitzender des Kuratoriums der Deutschen Sporthochschule Köln, Vize-Vorsitzender der Stiftung Euro-Sportring, Mitglied des ZDF-Fernsehrates und des NDR-Rundfunkrates (acht Jahre als Vorsitzender) sowie in weiteren Stiftungen und Kuratorien wie dem Verein Deutsches Sportmuseum. Die Sammlung Hansen befindet sich im Archiv des Niedersächsischen Institut für Sportgeschichte.

## Ehrungen und Auszeichnungen
- Ehrenmitglied des Schleswig-Holsteinischen Fußball-Verbandes (SHFV) seit 1974
- Goldenen Ehrennadel des SHFV 1974
- Goldenen Ehrennadel des DFB 1979
- Ehrenmitglied im DFB seit 1986
- Ehrenpräsident des Deutschen Sportbundes seit 1994
- Hermann-Ehlers-Preis 1999
- Ehrenpräsident des LSV Schleswig-Holstein seit 2001
- Ehrenmitglied des Nationalen Olympischen Komitees (NOK)
- Ehrenpräsident des Landessportverbandes Schleswig-Holsteins
- Sportplakette des Landes Schleswig-Holstein
- Ehrenmitglied des Verbandes Deutscher Sportjournalisten (VDS)
- Schleswig-Holstein-Medaille
- Bundesverdienstkreuz des Verdienstordens der Bundesrepublik Deutschland 1976
- Bundesverdienstkreuz 1. Klasse 1980
- Großes Bundesverdienstkreuz 1986
- Großes Bundesverdienstkreuz mit Stern 1993
- Ehrendoktorwürde Dr. h. c. der Chinesischen Kulturuniversität von Taipeh für seine intensive Zusammenarbeit im Sport zwischen Taiwan und Deutschland (1992)